# Huit comédies et huit intermèdes
Huit comédies et huit intermèdes  (en espagnol : Ocho comedias y ocho entremeses nunca representados), est un recueil de pièces de théâtre de Miguel de Cervantes. L'auteur y a réuni ses œuvres non représentées. Il a été publié à Madrid en 1615 à titre posthume, réunissant toute la production des dernières années de l'auteur. 
Le volume comprend notamment : Le Vaillant espagnol, La Maison de la jalousie, Les Bagnes d'Alger, Le Truand Béatifié, la Grande sultane,  L'Élection des Alcades, Le Gardien vigilant, Le Tableau des merveilles, La Cave de Salamanque,  Le Vieillard jaloux. 